# Сергей Обручев
Сергей Владимирович Обручев е руски учен, геолог и географ, пътешественик-изследовател.

## Произход и години на учение (1891 – 1917)
Роден е на 3 февруари 1891 година в Иркутск, Руска империя, трети син в семейството на известния изследовател на Сибир и Централна Азия академик Владимир Афанасиевич Обручев. Средното си образование започва в Иркутск и го завършва в Томск. През 1908 постъпва в Томския технологичен институт (днес Томски политехнически университет), но през 1910 го напуска и постъпва във Физико-математическия факултет на Московския университет, който завършва през 1915 г.
Още като студент участва в геоложки експедиции в Подмосковието, Закавказието, Крим и Алтай. След завършване на университета е назначен на преподавателско място във факултета, но само след две години заминава за Сибир на полева работа.

## Експедиционна дейност (1917 – 1954)

### Експедиции в Сибир (1917 – 1924), Шпицберген (1925) и Нова Земя (1927)
През 1917, 1921, 1923 и 1924, по поръчение на Геоложкия комитет, Обручев извършва геоложки изследвания в басейна на Енисей и в Тунгуския въглищен басейн (най-големия в света, около 1045 хил.км2), като изследва средното течение на Ангара, вододела между Подкаменна Тунгуска, Ангара и Чуня, цялото течение на Подкаменна Тунгуска (1865 км), реките Бахта (498 км), Курейка (888 км) и редица малки притоци на Енисей. На базата на проведените от него геоложки изследвания на практика открива за стопанството на страната наличието на Тунгуския въглищен басейн.
През 1925 г. провежда аналогични геоложки изследвания на въглищните залежи на архипелага Шпицберген.
През 1927 г. изследва геоложкия строеж на Нова Земя.

### Експедиции в Североизточен Сибир (1926, 1929 – 1930, 1932 – 1933 и 1934 – 1935)
През 1926 г. изследва байсейна на Индигирка (1726 км). В средата на юни, заедно с геодезиста Константин Алексеевич Салишчев (участник във всичките му следващи експедиции) с 11 спътници пресича река Алдан и Верхоянските планини на изток-североизток към горното течение на река Менкюле (десен приток на Алдан). Установява, че Верхоянските планини се състоят от четири отделни хребета: Краен, Скалист (1810 м), Главен (2505 м) и Брюнгадински. Спуска се в долината на Индигирка, близо до устието на река Елги и на 1 август започва плаване надолу по Индигирка до Индигирските прагове при преминаването на реката през хребета Черски. Изследва цялото течение на река Иняли (ляв приток на Индигирка) и река Сюрюктях, като установява размерите и посоката на течението ѝ. През септември се завръща нагоре по Индигирка до селището Оймякон. В края на ноември при студове от -60 °C отрядът се придвижва обратно през Верхоянските планини и на 24 декември се връща обратно в Якутск.
През 1929 – 1930 г. организира и ръководи експедиция в басейна на Колима. На 4 май 1929 достига до Оймякон, прехвърля хребета Тас-Кистабит, като установява изворите на Индигирка в него и достига до река Аян-Юрях (ок. 200 км, лява съставяща на Колима). Спуска се по реката до сливането ѝ с река Кулу (300 км, дясна съставяща на Колима), преодолява Големите Колимски прагове и по Колима се спуска до устието на Омолон. На 20 септември, поради настъпването на студовете, групата се отправя обратно и се завръща в Среднеколимск, където се установява на зимуване.
През февруари 1930 по зимни пътища отрядът се изкачва по Колима до устието на десния ѝ приток река Коркодон (476 км), изкачва се по последната на изток и в края на март открива Конгинския хребет. Преминава го на 63º 40` с.ш. и 158º 45` и.д. и достига до горното течение на Омолон. По такъв начин пресича от северозапад на югоизток обширното Юкагирско плато. След размразяването на реката от 9 до 12 юни се спуска по Омолон (1114 км) до устието ѝ и по Колима до морето. По материалите от експедициите си от 1926 и 1929 – 1930 Обручев установява в общи черти релефа на огромния Колимо-Индигирски край, определя и проследява направлението на главните речни артерии, като описва изследванията си в публикуваните книги: „В неведомых горах Якутии“ (1928) и „Индигирская экспедиция“ (т. 1, 1931 – 32).
През 1932 г. със самолет изследва и аерозаснема крайбрежието на Североизточна Азия. Няколко пъти пресича Чукотския полуостров и Анадирската низина и на север от нея открива Чукотската планинска земя (2320 м).
През 1933 със самолет изследва и отново аерозаснема територия с площ 375 хил. км2. Окунторява огромната Колимска планинска земя, простираща се от Полярния кръг на югозапад на 1000 км до 60º с.ш. На север, между реките Голям и Малък Анюй и Източносибирско море открива и изследва хребетите Южно-Анюйски и Северо-Анюйски (1775 м). Между 63º и 67º с.ш. и 173º и 176º и.д. открива хребетите Рариткин (дължина 200 км, 1067 м) и Пекулней (300 км, 1381 м) и обширното Анадирско лавово плато (1400 м). Изследва още Корякската планинска земя (дължина 880 км) и Пенжинския хребет (дължина 420 км) и дава първото геоложко и геоморфоложко описание на тези райони.
През 1934 – 1935 г. Обручев извършва своята последна експедиция в Североизточна Азия. С кораб от Владивосток се добира до Чаунския залив. Оттам извършва няколко похода във вътрешността като използва аерошейни. Проведените от него изследвания позволяват да определи геоложкия строеж на тази част от Азия и открива богати залежи на каситерит.

### Експедиции в Саян и Тува (1937 – 1954)
В периода 1937 – 1954 г. с прекъсвания изследва хребета Хамар-Дабан (2370 м), Източни Саяни (3491 м), Прибайкалието, където открива Мамските слюдоносни залежи и други планински райони на Сибир.

## Последни години (1954 – 1965)
От 1929 до 1932 работи в Якутската комисия на АН на СССР, от 1932 до 1941 – във Всесъюзния арктичен институт, от 1941 до 1950 – в Института по геоложки науки на АН на СССР. През 1946 става лауреат на Сталинска премия за откритието на каситеритните находища в Чукотка. От 1950 до края на живота си работи в Лабораторията по геология на докамбрия на АН на СССР, а от 1963 е неин директор. От 1953 е член-кореспондент на АН на СССР.
Умира в Ленинград на 29 август 1965 година на 74-годишна възраст.

## Памет
Неговото име носят:
- нос Обручев (76°23′ с. ш. 64°32′ и. д. / 76.383333° с. ш. 64.533333° и. д.), на западния бряг на Северния остров на Нова земя;
- п-ов Обручев (70°38′ с. ш. 56°37′ и. д. / 70.633333° с. ш. 56.616667° и. д.), на южния бряг на Южния остров на Нова земя.

## Съчинения
- „В неведомых горах Якутии“, (1928);
- "На „Персее“ по полярным морям", (1929);
- „Индигирская экспедиция“, (т. 1, 1931 – 32);
- „Тунгусский бассейн“, (т. 1 – 2, 1932 – 33);
- „Колымская землица“, (1933);
- „На самолете в Восточной Арктика“, (1934);
- „Район Чаунской губы“, (1938);
- „В неизведанные края“, (1954);
- „По горам и тундрам Чукотки“, (1957);
- „В сердце Азии“, (1965).